# 新杉田町
新杉田町（しんすぎたちょう）は神奈川県横浜市磯子区の町名。丁番を持たない単独町名である。住居表示未実施。

## 地理
磯子区の中部、根岸湾沿いの埋立地に位置する。面積は1.02km²。町域の大部分を東芝横浜事業所やジャパン マリンユナイテッドの工場が占めるが、首都高速湾岸線の西側には商店やマンションがあり、407世帯758人が暮らす。西は磯子産業道路を挟んで中原二丁目と杉田一・四丁目、北は新中原町、南は杉田五丁目に接する。新中原町と、その北の新森町、新磯子町は、新杉田町と同様に内陸側の町名に「新」を冠して名付けられた埋立地である。町の西部を首都高速湾岸線と国道357号が通り、杉田出入口が設けられている。その西側に隣接してJR根岸線と金沢シーサイドラインが走り、両路線が接続する新杉田駅が町内に設けられている。

## 歴史
昭和30年代に根岸湾の埋立によってできた土地であり、1964年（昭和39年）3月24日に新杉田町と新中原町が新設された。1965年（昭和40年）9月1日と1967年（昭和42年）11月10日に埋立地を編入する。1970年に根岸線が開通し、新杉田駅が開業した。1971年（昭和46年）7月5日に住居表示の実施（磯子区森・中原地区）に伴い、町域の一部が中原一丁目に編入される。1989年（平成元年）には金沢シーサイドラインが開業した。1990年（平成2年）7月1日に埋立地を編入した。埋立以前は海水浴場があり、海苔の養殖がおこなわれていた。

## 世帯数と人口
2025年（令和7年）6月30日現在（横浜市発表）の世帯数と人口は以下の通りである。
| 町丁     | 世帯数  | 人口  |
| -------- | ------- | ----- |
| 新杉田町 | 422世帯 | 772人 |

### 人口の変遷
国勢調査による人口の推移。
| 年                 | 人口 |
| ------------------ | ---- |
| 1995年（平成7年）  | 309  |
| 2000年（平成12年） | 272  |
| 2005年（平成17年） | 386  |
| 2010年（平成22年） | 377  |
| 2015年（平成27年） | 764  |
| 2020年（令和2年）  | 840  |

### 世帯数の変遷
国勢調査による世帯数の推移。
| 年                 | 世帯数 |
| ------------------ | ------ |
| 1995年（平成7年）  | 171    |
| 2000年（平成12年） | 163    |
| 2005年（平成17年） | 245    |
| 2010年（平成22年） | 239    |
| 2015年（平成27年） | 421    |
| 2020年（令和2年）  | 457    |

## 学区
市立小・中学校に通う場合、学区は以下の通りとなる（2024年11月時点）。
| 番地 | 小学校             | 中学校           |
| ---- | ------------------ | ---------------- |
| 全域 | 横浜市立杉田小学校 | 横浜市立浜中学校 |

## 事業所
2021年（令和3年）現在の経済センサス調査による事業所数と従業員数は以下の通りである。
| 町丁     | 事業所数  | 従業員数 |
| -------- | --------- | -------- |
| 新杉田町 | 150事業所 | 6,109人  |

### 事業者数の変遷
経済センサスによる事業所数の推移。
| 年                 | 事業者数 |
| ------------------ | -------- |
| 2016年（平成28年） | 157      |
| 2021年（令和3年）  | 150      |

### 従業員数の変遷
経済センサスによる従業員数の推移。
| 年                 | 従業員数 |
| ------------------ | -------- |
| 2016年（平成28年） | 6,959    |
| 2021年（令和3年）  | 6,109    |

## 交通

### 鉄道
- 東日本旅客鉄道 根岸線
- 横浜シーサイドライン 金沢シーサイドライン
  - 新杉田駅

## 施設
- 東芝横浜事業所[8]
- ジャパン マリンユナイテッド[9]

## その他

### 日本郵便
- 郵便番号 : 235-0032[3]（集配局：磯子郵便局[27]）

### 警察
町内の警察の管轄区域は以下の通りである。
| 番・番地等 | 警察署     | 交番・駐在所 |
| ---------- | ---------- | ------------ |
| 全域       | 磯子警察署 | 杉田交番     |